# Marvin Leonard Goldberger
Marvin Leonard Goldberger (Chicago, 22 ottobre 1922 – La Jolla, 26 novembre 2014) è stato un fisico statunitense.
È divenuto anche presidente del California Institute of Technology.

## Biografia
Goldberger ha studiato presso il Carnegie Institute of Technology (ora Università Carnegie Mellon) e ha ottenuto il dottorato di ricerca in fisica presso l'Università di Chicago nel 1948. Il suo relatore per la tesi, Interazione dei neutroni ad alta energia con i nuclei pesanti, è stato Enrico Fermi.
Goldberger è stato professore di fisica alla Università di Princeton dal 1957 al 1977. Ha ricevuto il Premio Dannie Heineman Prize per la fisica matematica nel 1961 e nel 1963 è stato eletto alla Accademia nazionale delle scienze. Nel 1965 è stato eletto membro dell'American Academy of Arts and Sciences. Dal 1978 al 1987 è stato presidente del Caltech. È stato direttore dell'Istitute for Advanced Study dal 1987 al 1991. Dal 1991 al 1993 è stato professore di fisica presso l'Università della California, a Los Angeles. Dal 1993 fino alla sua morte nel novembre 2014, ha prestato servizio presso la facoltà dell'Università della California, a San Diego, prima come professore di fisica e poi come professore emerito. Goldberger è stato anche preside della facoltà di Scienze Naturali per l'Università della California a San Diego dal 1994 al 1999.
Nel 1954, lui e Murray Gell-Mann introdussero la simmetria incrociata. Nel 1958, lui e Sam Bard Treiman pubblicarono la cosiddetta relazione Goldberger-Treiman.
È stato un partecipante al Progetto 137 del 1958 e un membro fondatore e primo presidente di JASON. Era coinvolto negli sforzi per il controllo degli armamenti nucleari. Ha inoltre fornito consulenza a numerose grandi società; per esempio è stato nel consiglio di amministrazione della General Motors per 12 anni.
Molti dei suoi studenti di dottorato sono stati eletti membri della American Physical Society: Allan N. Kaufman nel 1962, Cyrus D. Cantrell nel 1980 e Martin B. Einhorn nel 1991. Goldberger è morto nel 2014 a La Jolla, in California. Sua moglie Mildred Ginsburg Goldberger (1923-2006) era una matematica ed economista. Con la sua morte ha lasciato due figli e tre nipoti.

## Pubblicazioni
- Marvin L. Goldberger, Introduction to the theory and applications of dispersion relations, Hermann, 1961. (In Relations de dispersion et particules élémentaires: École d'été de physique théorique, Les Houches, 1960)
- Marvin L. Goldberger e Kenneth M. Watson, Collision Theory, Dover, 2004, ISBN 0-486-43507-5.
- Francesco Calogero, Marvin L. Goldberger e Sergey Kapitsa, Verification: Monitoring Disarmament, Westview Press, 1991, ISBN 0-8133-0965-4.